# Lingue juu
Le lingue juu sono un gruppo di lingue parlate nell'Africa sudoccidentale (Namibia, Botswana, Angola e Repubblica Sudafricana). Appartengono alla famiglia delle lingue khoisan, delle quali costituiscono il gruppo settentrionale.
Alcune fonti, date le notevoli somiglianze, includono le lingue juu in un supergruppo chiamato juu-ǂhoan che comprende anche la lingua ǂhua, o ǂhoan (al giorno d'oggi moribonda).
Il gruppo delle lingue juu è costituito da un insieme di lingue (e alcuni loro dialetti) parlate da differenti gruppi di !kung, una popolazione di ceppo non bantu stanziata nell'Africa meridionale:
- !kung (conosciuta anche come Kung-Ekoka)
- juǀ'hoan (conosciuta anche come Kung-Tshumkwe)
- ǂkx'auǁ'ein (conosciuta anche come Kung-Gobabis)
- !o!ung
- maligo
- vasekela

All'interno della famiglia linguistica khoisan, le lingue juu sono ritenute molto vicine alle lingue tuu (khoisan meridionali) con le quali condividono molte caratteristiche; sembrano invece più lontane rispetto alle lingue khoe-kwadi (khoisan centrali).
Come tutte le lingue khoisan, anche le lingue juu sono lingue tonali, contraddistinte dalla presenza di un gran numero di consonanti clic.